# La Haute-Maison
La Haute-Maison is een gemeente in het Franse departement Seine-et-Marne (regio Île-de-France) en telt 254 inwoners (2005). De plaats maakt deel uit van het arrondissement Meaux.

## Geografie
De oppervlakte van La Haute-Maison bedraagt 12,8 km², de bevolkingsdichtheid is 19,8 inwoners per km².
De onderstaande kaart toont de ligging van La Haute-Maison met de belangrijkste infrastructuur en aangrenzende gemeenten.

## Demografie
Onderstaande figuur toont het verloop van het inwonertal (bron: INSEE-tellingen).